# 탄자니아의 대외 관계
탄자니아의 초대 대통령 줄리어스 니에레레는 또한 비동맹 운동의 창립 멤버 중 한 명이었으며, 냉전 시대 동안 탄자니아는 비동맹 운동, 최전선 국가들, 77 그룹, 아프리카 단결 기구 (OAU) (현재의 아프리카 연합)와 같은 지역 및 국제 조직에서 중요한 역할을 했다. 아프리카에서 가장 잘 알려진 원로 정치인 중 한 명인 니에레레는 많은 조직에서 개인적으로 활동했으며, 1984~85년에 OAU 의장을 역임했으며, 남아프리카 공화국의 아파르트헤이트를 제거하는 데 관심이 있는 6개 최전선 국가의 의장을 역임했다. 니에레레는 사망할 때까지 부룬디에서 평화 협상에도 참여했다. 니에레레의 사망은 1999년 10월 14일에 이루어졌으며, 여전히 매년 기념되고 있다.
탄자니아는 공식적으로 탄자니아 연합 공화국으로 알려져 있으며, 이 지역의 이웃 국가들과 좋은 관계를 맺고 있으며 최근 몇 년 동안 분쟁의 평화적 해결을 촉진하기 위한 노력에 적극적으로 참여하고 있다. 탄자니아는 부룬디 분쟁 종식을 위한 평화 회담을 중재하는 데 도움을 주고 있으며, 콩고 민주 공화국의 분쟁과 관련된 루사카 협정을 지지하고 있다. 1996년 3월, 탄자니아, 우간다, 케냐는 경제 및 지역 협력에 대한 논의를 재개했다. 이러한 회담은 1999년 9월, 동아프리카 협력 조약에 서명하면서 절정에 달했으며, 이는 동아프리카 공동체의 발전을 통한 경제 통합으로 이어져야 한다. 탄자니아는 동아프리카에서 유일하게 남아프리카 개발 공동체(SADC)의 회원국이기도 한다.
역사적으로 탄자니아는 모잠비크, 콩고 민주 공화국, 부룬디, 르완다 등 인근 국가에서 온 난민을 수용하는 데 적극적인 역할을 해왔다. 이는 일반적으로 유엔 난민 고등판무관실과 협력하여 이루어졌다.

## 각국별 대외 관계

### 아메리카

#### 미국
양국은 1961년 12월 9일에 외교 관계를 수립했다.
미국 정부는 탄자니아에 보건, 환경, 민주주의, 민간 부문 개발 분야의 프로그램을 지원하기 위해 지원을 제공한다. 탄자니아에서 진행되는 미국 국제개발처의 프로그램은 연평균 약 2천만 달러이다. 1979년에 활성화된 평화봉사단 프로그램은 교사 제공을 통해 교육에 도움을 제공한다. 미국 평화 봉사단은 보건 및 환경 분야에서도 지원을 제공하고 있다. 현재 탄자니아에는 약 147명의 자원봉사자가 봉사하고 있다. 영부인 로라 부시 여사는 2005년 7월 중순 다르에스살람과 잔지바르를 방문했다.

### 아시아

#### 대한민국
양국은 1992년 4월 30일에 외교 관계를 수립했다.

#### 인도
양국은 1961년 12월 9일에 외교 관계를 수립했다.

### 아프리카

#### 남아프리카 공화국
양국은 1994년 7월 18일에 외교 관계를 수립했다.

#### 에티오피아
양국은 1964년 6월 1일, 에티오피아 대사 아토 메카샤가 신임장을 발표하면서 외교 관계를 수립했다.

#### 우간다
양국은 1983년 12월 13일, 우간다와 탄자니아가 서로의 수도에 있는 연락 사무소를 대사급으로 격상하기로 합의하면서 외교 관계를 수립했다.

#### 케냐
양국은 1983년 12월 13일에 외교 관계를 수립했다.

### 유럽

#### 영국
탄자니아는 1964년 4월 22일, 영국과 외교 관계를 수립했다.
영국은 탕가니카가 완전한 독립을 이룬 1916년부터 1961년까지 탕가니카를 통치했고, 1890년부터 1963년까지 잔지바르가 완전한 독립을 이룬 시기에 영국은 잔지바르를 통치했다. 두 나라는 1964년 4월 26일에 통일되어 탄자니아가 되었다.
양국은 영연방과 세계무역기구의 공통 회원국이다. 양국은 개발 파트너십과 고위급 번영 파트너십을 맺고 있다.